# 耶穌會教堂 (利沃夫)

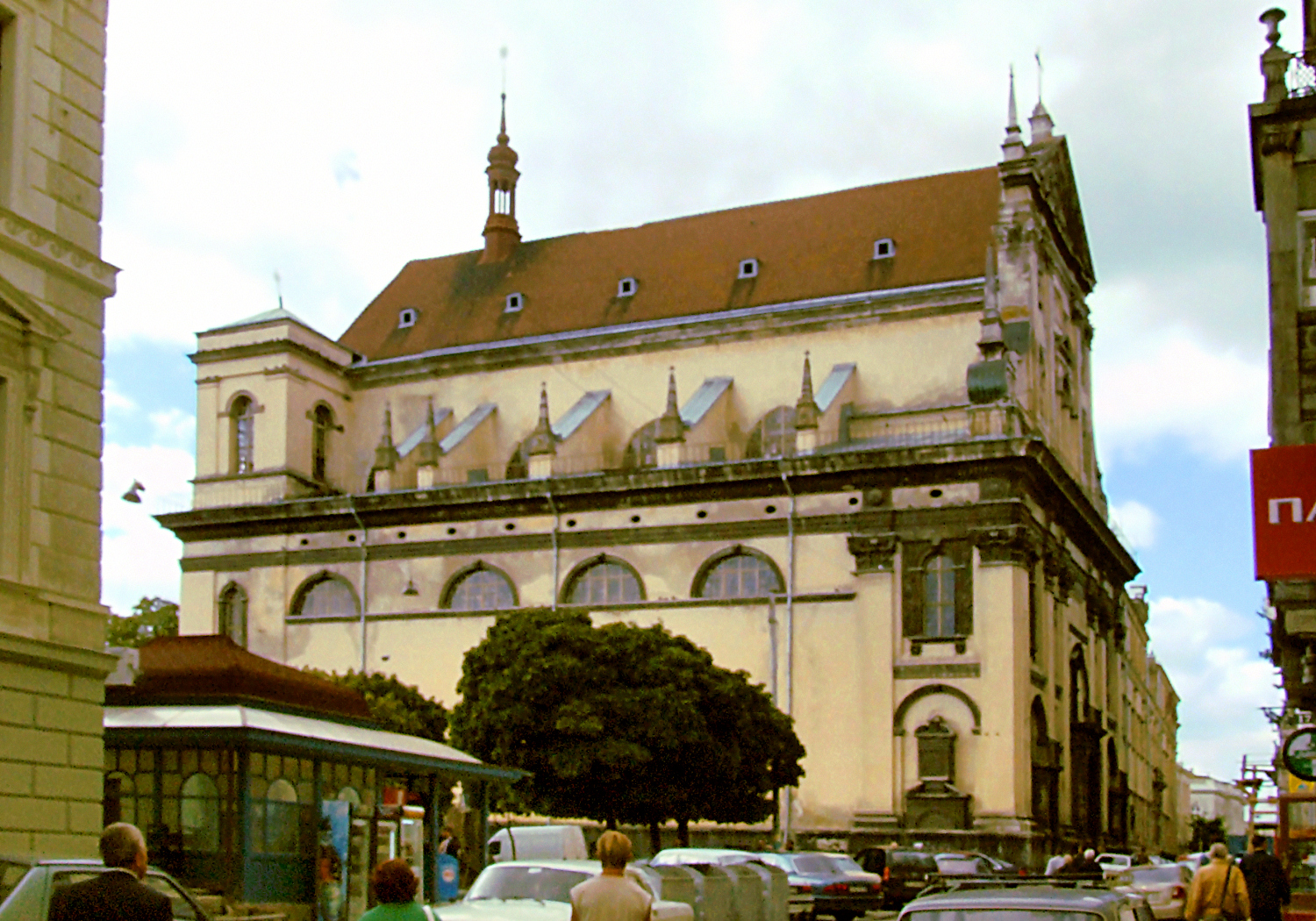
耶穌會教堂

耶穌會教堂（烏克蘭語：Костел єзуїтів）全名圣伯多禄圣保禄堂是位於烏克蘭城市利沃夫的一座教堂，獻給圣伯多禄和圣保禄。教堂由耶稣会修建於1610年至1620年代，为巴洛克建筑风格，是波蘭-立陶宛聯邦最大的教堂之一。
1946年，苏联占领利沃夫以后，关闭了这座教堂，将其改为仓库和图书存放处。2010年，这座教堂移交给乌克兰希腊礼天主教会，后者于2011年修复了这座教堂，并重新祝圣。
教堂原本的鐘塔高達80米，是加利西亞最高的建築，但在1830年被拆除。教堂的壁畫也非常具有藝術價值，但在蘇聯時期受到損壞。

## 历史
1584年，耶稣会传教士进入利沃夫。1590年，建立了第一座教堂。
1610年，开始修建一座更永久的教堂。 